# SOE en Belgique
Le Special Operations Executive (« Direction des opérations spéciales ») est un service secret britannique qui opéra pendant la Seconde Guerre mondiale dans tous les pays en guerre, y compris en Extrême-Orient.
La première opération en Belgique du SOE date de 1943, les britanniques ont largué des pistolets silencieux Welrods en Belgique, la mission est baptisée « Tybalt II », son plan est soutenu par les chefs des opérations du SOE pour armer les résistants du Front de l'indépendance de Belgique, leur mission est d'éliminer d'une manière discrète les traitres et les sentinelles allemandes.
La section belge du SOE, appelée section T, établit quelques réseaux efficaces en Belgique, mais dans les suites de la bataille de Normandie, les forces armées britanniques franchissent le pays en moins d'une semaine, ne donnant à la résistance que peu de temps pour monter un soulèvement. Les résistants aident les forces canadiennes à éliminer l'arrière-garde allemande à Anvers, permettant de prendre intacts les installations portuaires et les docks vitaux pour les alliés. (voir Bataille de Scheldt).